# Nachhaltigkeit (Steuerrecht)
Die Nachhaltigkeit ist im deutschen Steuerrecht ein wichtiges Abgrenzungskriterium zwischen dem privaten Veräußerungsgeschäft bzw. den nur gelegentlichen Tätigkeiten und der auf Wiederholungsabsicht gerichteten gewerblichen oder freiberuflichen Tätigkeit.
Dabei wird eine Tätigkeit dann nachhaltig aufgeführt, wenn sie von der Absicht getragen ist, sie zu wiederholen und daraus eine ständige Erwerbsquelle zu machen. Auch eine einmalige Tätigkeit kann nachhaltig ausgeübt werden, wenn die Absicht zur Wiederholung erkennbar ist. Allerdings ist der Wille zur Nachhaltigkeit eine subjektive Tatsache, die anhand objektiver Merkmale zu beurteilen ist. In der Praxis wird eine nachhaltige Tätigkeit bejaht, wenn der Rahmen der privaten Vermögensverwaltung überschritten wird.
Besondere Bedeutung kommt der nachhaltigen Tätigkeit bei der Beurteilung von Grundstücksverkäufen im Rahmen eines Gewerbebetriebs mit der Drei-Objekt-Grenze zu.